# Georges Brassens
Georges-Charles Brassens (Francês: [ʒɔʁʒ bʁasɛ̃s]; Sète, 22 de Outubro de 1921 — Saint-Gély-du-Fesc, 29 de Outubro de 1981) foi um autor de canções, compositor e cantor francês simpatizante e entusiasta do anarquismo.

## Vida

### Infância e juventude
Georges Brassens nasceu a 22 de Outubro de 1921 em Sète, porto de pesca francês banhado pelo mar mediterrâneo, filho de Elvira Dagrossa e do seu segundo marido Jean-Louis Brassens. A mãe é de origem italiana e profundamente católica, enquanto o pai é um livre pensador anticlerical. Todavia esta família, que inclui um quarto membro, a meia-irmã Simone, filha do primeiro casamento da mãe de Brassens, tem um ponto em comum: todos apreciam a música e todos têm de memória numerosas canções que adoram entoar, seja Tino Rossi, Charles Trenet ou tantos outros artistas populares da época. Educado neste meio, Brassens interessa-se naturalmente pela música, mas também pela composição.
Apesar de ser um fraco aluno, consegue ser motivado pelo seu professor de literatura Alphonse Bonnafé. Este, ao ver alguns pequenos poemas do jovem Brassens(na altura com 15 anos), e apesar de os achar ainda de fraca qualidade, incentiva-o a estudar os clássicos e assim poder melhorar a qualidade do seu trabalho.
Há uma característica que Brassens revela desde novo: aprecia funcionar em grupo e gosta de estar envolvido com os amigos. O seu primeiro grupo desta época começa por fazer pequenos distúrbios pela vila para mais tarde ter um convivio de tipo diferente: passeiam-se pela praia e pelos bares da vila, discutem a canção e os filmes, organizam projecções de cinema privadas, e chegam mesmo a formar uma pequena orquestra em que Brassens toca banjo.
Mas este grupo seguiria caminhos menos ortodoxos: procurando realizar algum dinheiro de bolso para as suas actividades lúdicas, realiza pequenos furtos essencialmente aos seus próprios familiares e amigos. Após várias queixas dos visados a polícia descobre-os e leva-os a julgamento. Brassens fica detido juntamente com os seus amigos e na pequena vila de Sète é o escândalo e a vergonha para as famílias envolvidas. O grupo passa a ser mal visto e é ostensivamente rechaçado dos locais que frequentava.

### A fase da aprendizagem

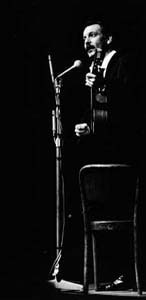
1964.

Expulso do liceu, e após uma curta passagem pelo atelier de pedreiro de seu pai, Brassens viaja para Paris onde se instala, em Fevereiro de 1940, com 18 anos de idade, em casa da sua tia Antoinette onde encontra um piano que utiliza para a sua primeira aprendizagem em regime de autodidacta. Ao mesmo tempo começa a aprender uma profissão, vindo a conseguir trabalho numa fábrica de automóveis como operário especializado. Um dos amigos do seu grupo de Séte, Louis Bestiou, junta-se-lhe como colega na fábrica. Mas em Junho de 1940 no decurso da guerra a fábrica é bombardeada pelos alemães e fica totalmente inoperacional.
Brassens e o seu amigo retornam às origens, mas poucos meses depois Brassens decide voltar a Paris à casa da sua tia onde tem acolhimento e alimentação. Agora já não quer trabalhar, pois o trabalho beneficiaria o ocupante alemão, mas nem por isso tem menos actividade: levanta-se de madrugada, vai para a biblioteca e deita-se com o pôr-do-sol. Dedica-se à leitura  minuciosa dos grandes escritores: Baudelaire, Verlaine, Victor Hugo. Durante estes três anos em que desenvolve este estudo, adquire uma importante bagagem literária e chega mesmo a publicar, ainda que sem sucesso, uma recolha de poemas de autores diversos.
Em 1943 Brassens vê-se envolvido na guerra a que sempre tinha escapado: o governo francês decreta o STO (Serviço de trabalho obrigatório) para o qual convoca os jovens nascidos em 1920, 1921 e 1922. Brassens vai trabalhar para a fábrica de motores de aviões Bramo (Brandenburgischen Motorenwerken), fornecedora da Luftwaffe, localizada em Basdorf, na Alemanha. Aqui Brassens agrega um segundo grupo de amigos muitos dos quais se manteriam até bem depois da guerra.
Quando, após um ano de trabalho, consegue uma licença de 10 dias, Brassens desloca-se a Paris mas não mais se apresenta ao trabalho, sendo acolhido e escondido da polícia de Vichy por um casal amigo da tia, Jeanne Le Bonniec e Marcel Planche, que habitavam numa pequena casa num beco da cidade, o Impasse de Florimont, com grandes carências das comodidades mais elementares: não havia sequer água quente e as casas de banho eram no terraço. Apesar disso a atmosfera é acolhedora e Jeanne assegura-se que Brassens esteja sempre bem alimentado e alojado. Ele ficará escondido 5 meses até ao fim da guerra, altura em que recupera o seu cartão da biblioteca permitindo-lhe retomar as leituras, ao mesmo tempo que vai compondo algumas canções e prosseguindo a escrita de poemas e de um romance que havia iniciado em Basdorf.
Em 1946 colabora com a revista anarquista Le libertaire. Esta colaboração, apesar de visar também a obtenção de alguma contrapartida monetária, tem algo a ver com as suas ideias, expressas também nas suas canções, em que se revolta contra uma certa hipocrisia social, e a favor dos sectores mais desfavorecidos da sociedade.
Em 1947 sai o seu primeiro romance La lune écoute aux portes em que vinha trabalhando desde o seu tempo de trabalho obrigatório na Alemanha, mas não obteve qualquer sucesso. Adquire a sua primeira guitarra à qual se dedica de forma exaustiva, e escreve nesta altura algumas canções que se tornariam famosas como Le Parapluie, La Chasse aux papillons, J'ai rendez-vous avec vous, Le Gorille(canção contra a pena de morte,  proibida de passar nas rádios durante anos), tendo ainda musicado um poema de Aragon Il n'y a pas d'amour heureux.
Este ano de 1947 é também aquele em encontrou a mulher que o acompanharia ao longo da vida: Joha Heiman, de origem estónia, que Brassens apelidaria de Püppchen ("bonequinha" em alemão), que, por comum acordo, nunca viria a partilhar o mesmo tecto que o cantor.

### O caminho para o sucesso
Incentivado pelos amigos e conhecidos começa em 1951 a actuar nalguns cabarés parisienses, mas sem qualquer sucesso. A sua presença em palco é muito apagada, ninguém se interessa pelos seus textos, e Brassens começa a desanimar.
Todavia em 1952 dois dos seus amigos de infância conseguem-lhe uma audição num dos cabarés mais em voga na época, o Chez Patachou dirigido pela cantora Henriette Ragon(apelidada de Patachou pelos jornalistas franceses, a propósito do nome do seu cabaré). Muito a custo Brassens lá vai à audição a 6 de Março sendo apreciado de imediato por Patachou que lhe proporciona uma actuação logo na noite do dia seguinte. Nessa actuação a cantora confirmou a sua primeira apreciação, tendo-o contratado de imediato. Mas Brassens prefere que seja mesmo Patachou a cantar as suas canções remetendo-se ao papel de autor-compositor em que se sente mais à-vontade, evitando o contacto com os palcos e o público. Esta, apesar de aceitar incluir algumas das suas canções no seu reportório, insiste em que ele é a pessoa ideal para cantar canções como Le Gorille, Corne d'Aurochs ou La Mauvaise réputation.
Apesar de todas estas hesitações e inseguranças, o caminho para o sucesso está aberto. Dezoito meses depois Brassens já é cabeça de cartaz no Bobino. Patachou apresenta-o a Jacques Canetti, (irmão de Elias Canetti, o prémio Nobel da literatura de 1981), ligado à editora de discos Polydor, e um dos homens mais influentes no meio musical francês. Não só Brassens actua no seu cabaré Les Trois Baudets, como grava alguns 78 rpm que viriam a ser publicados entretanto, apesar das dificuldades com as letras de algumas canções demasiado provocatórias para a sociedade da época. Estas reacções negativas de alguns acompanha-lo-iam ao longo de toda a sua carreira, mas nunca o fariam recuar na denúncia do que ele considerava serem os podres da sociedade.
Entretanto sai o seu segundo romance La tour des miracles, e, no início de 1954 canta no mais prestigiado music-hall parisiense, o Olympia, onde retorna poucos meses depois. Nesse mesmo ano sai uma recolha de textos chamada La mauvaise réputation. Brassens é reconhecido pelo seu domínio brilhante da língua francesa sendo-lhe atribuído nesse ano o grande prémio da Academia Charles Cros, pelo álbum "Le Parapluie".
Iniciam-se as digressões pela Europa e África do Norte.
Em 1957 faz a sua primeira, e única, aparição nos écrans de cinema, com o papel (quase que nem se pode falar de um papel tal era a semelhança entre a personagem e Brassens) desempenhado no filme Porte des Lilas de René Clair baseado no romance de Fallet, La Grande Ceinture. Brassens comporá algumas das músicas da banda sonora deste filme. Desinteressado de tudo o que diz respeito à sua vida financeira nomeia o seu amigo Pierre Onténiente, companheiro de infortúnio em Basdorf, como seu secretário e agente, delegando-lhe a responsabilidade da gestão de toda a sua vida material e artística.

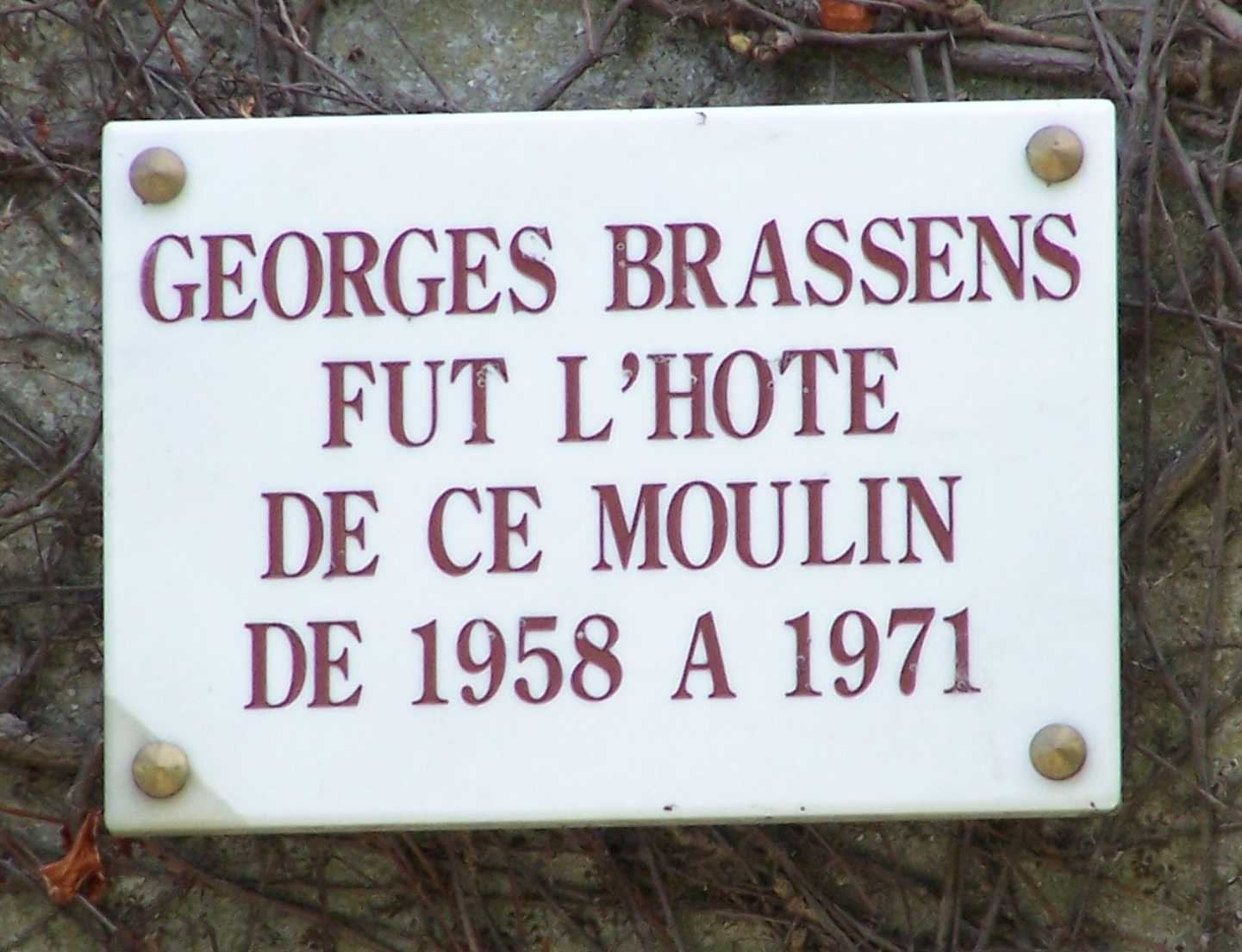
Placa comemorativa
na sua propriedade em Crespières.

Brassens resolve finalmente, após 25 anos, deixar a casa de Jeanne e Marcel que havia adquirido para eles uns anos antes, tendo-se mudado em 1958 para uma propriedade que comprou em Crespières, chamada le moulin de la Bonde.
A sua carreira continua de forma imparável, ainda que por vezes entrecortada por cólicas renais motivadas por cálculos nos rins. Ao longo da carreira teve que sair de cena algumas vezes motivado pelas dores que sofria. Em 1963 realiza uma primeira cirurgia aos rins.
Em 1967 recebe o prémio de poesia da Académie française, uma reputada instituição dedicada à preservação da língua francesa.
Em 1968 é novamente internado no hospital vítima de cólicas renais. Nesse mesmo ano morre a sua protectora e amiga Jeanne Le Bonniec com a idade de 77 anos.
Em 6 de Janeiro de 1969, por iniciativa da revista Rock & Folk e da rádio RTL, Georges Brassens participa numa entrevista histórica com dois outros gigantes da música francesa: Léo Ferré e Jacques Brel.
Em 1972, celebrando os seus 20 anos de actividade, é editada uma caixa com 11 álbuns acompanhada de um livro reunindo todos os seus textos e poemas.
No mesmo ano, Georges Brassens compra uma casa em Lézardrieux, na Bretanha, região que havia descoberto graças a Jeanne Planche originária de lá. Desloca-se frequentemente a esta terra de pescadores, que certamente lhe recordaria Sète onde havia passado a infância.
Os problemas de saúde prosseguem e a sua actividade faz-se ressentir disso. Em 1973 parte para a que seria a sua última digressão pela França e pela Bélgica. Nesse mesmo ano deu um concerto no Sherman Theatre da Universidade de Cardiff na Grã-Bretanha em 28 de Outubro, e que seria alvo de uma das raras gravações das suas actuações ao vivo, dando  origem ao álbum Live in Great Britain. Em 1975, recebe das mãos do então presidente da Câmara Jacques Chirac o Grande Prémio do Disco de Paris.
Em 1980, muito doente, grava as suas últimas canções no álbum Les chansons de la jeunesse a favor da associação de beneficência Perce Neige, criada por Lino Ventura, a favor das crianças deficientes. Nesse álbum Brassens canta velhas canções francesas de Charles Trenet, Jean Boyer, Paul Misraki e dele próprio.
Em Novembro após um diagnóstico de cancro do intestino é novamente operado. Recusa a quimioterapia, vindo a falecer quase um ano depois, em 29 de Outubro de 1981, uma semana após completar 60 anos de idade, na pequena aldeia de Saint-Gely-du-Fesc, perto da sua terra natal de Sète, em casa do seu amigo e médico, Maurice Bousquet. Está sepultado no cemitério du Py, também chamado o "cemitério dos pobres".

## Obra

### Discografia
Georges Brassens vendeu cerca de 20 milhões de álbuns entre 1953 e 1981, o que constitui um recorde para quem começou a publicar música nos anos 50 e que já tinha um estilo claramente (e voluntariamente) fora de moda nos anos 70.
- 1953 : La Mauvaise Réputation
- 1954 : Les Amoureux des bancs publics
- 1955 : Chanson pour l'Auvergnat
- 1957 : Je me suis fait tout petit
- 1958 : Le Pornographe
- 1960 : Le Mécréant
- 1961 : Les Trompettes de la renommée
- 1964 : Les Copains d'abord
- 1964 : Bobino 64 (ao vivo)
- 1966 : Brassens au TNP (ao vivo)
- 1966 : Supplique pour être enterré à la plage de Sète
- 1969 : La Religieuse
- 1972 : Fernande
- 1972 : Tour de chant à Bobino (DVD) (Ao vivo)
- 1974 : Georges Brassens in Great-Britain(Ao vivo)
- 1976 : Don Juan

### Prémios
- Prémio da Académie Charles Cros pelo seu primeiro álbum;
- Grande prémio da poesia da Académie française em 1967.
- Grande prémio da cidade de Paris em 1975.